# Тайтура
Тайтура — деревня в Иркутском районе Иркутской области России. Входит в состав Ширяевского муниципального образования. Находится примерно в 30 км к северу от районного центра.

## Население
По данным Всероссийской переписи, в 2010 году в деревне проживало 87 человек (48 мужчин и 39 женщин).
| 2002 | 2010 | 2011 | 2012 |
| ---- | ---- | ---- | ---- |
| 50   | ↗87  | ↗88  | ↗98  |